# Alopèce

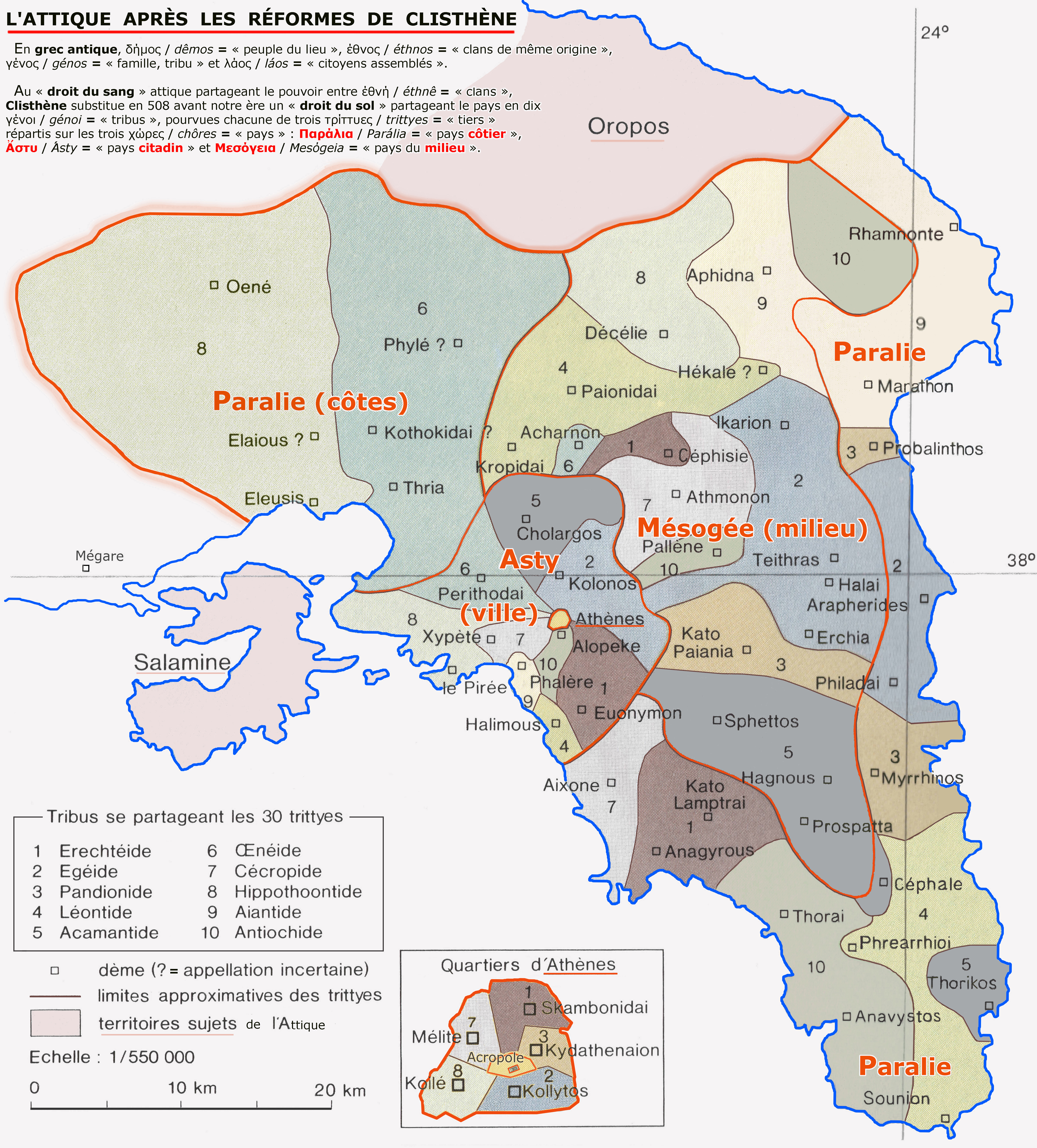
Les subdivisions de l'Attique après les réformes de Clisthène, avec les dix tribus, les trois pays, les trente trittyes et les dèmes.

Alopèce (en grec ancien Ἀλωπεκῆ/ Alopeké) est un dème de l'Athènes antique, en Attique. Ce dème faisait partie de la tribu d’Antiochide, non loin du Cynosarge. 

## Personnalités nées dans ce dème
- Les philosophes Socrate et Criton d'Athènes[2]
- Les hommes politiques Thucydide, Mégaclès l'Ancien, et le général Aristide le Juste[3] y sont nés.